# Adolph Carl von Rothschild

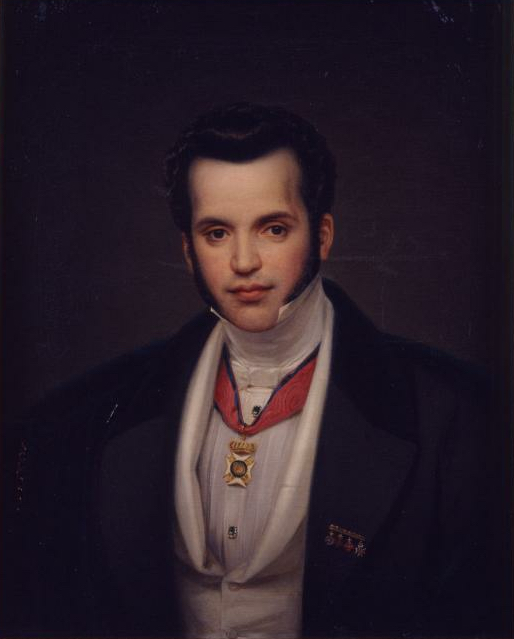
Adoph Carl von Rothschild, Gemälde 1851 von Moritz Daniel Oppenheim

Adolph Carl von Rothschild (geboren 21. Mai 1823 in Neapel; gestorben 7. Februar 1900 in Paris) war ein deutsch-jüdischer Bankier und Mäzen, der die Familie Rothschild in Neapel vertrat.
Er war der dritte Sohn von Carl Mayer von Rothschild, der den Bankzweig in Neapel (C. M. de Rothschild e figli) führte, und Adelheid geb. Herz. Adolphs Brüder und Cousins führten die Bank in Frankfurt am Main, während er 1856 weiter für das Geschäft in Neapel eingeteilt wurde. Er wurde Generalkonsul des Herzogs von Parma in Neapel und begann dort, Kunstwerke zu sammeln. 1860 zog Garibaldi in Neapel ein, weshalb er sich nach Gaeta zurückzog. Nach geschäftlichen Misserfolgen und der Aufgabe des Standorts Neapel wurde er 1865 aus der Familienpartnerschaft ausgezahlt.
Adolph Carl heiratete Caroline Julie Anselme von Rothschild (1830–1907) aus dem Wiener Zweig der Familie am 16. Oktober 1850. Mit ihr bezog er 1858 das neue Schloss in Pregny am Genfer See. In Paris lebten sie an der rue de Monceau, wo sie auch eine ophthalmologische Stiftung einrichteten, nachdem er erfolgreich mehrere Augenoperationen hinter sich gebracht hatte. Das kinderlose Paar vererbte das Vermögen 1907 an Maurice de Rothschild.